# Arbeitersekretariat
Arbeitersekretariate entstanden in Deutschland in der Zeit der Hochindustrialisierung seit 1894 als Beratungsstellen für Arbeiter. Sie wurden von den Gewerkschaften zur arbeitsrechtlichen Beratung ihrer Mitglieder genutzt. Nach dem Ersten Weltkrieg wurden sie z. T. von den Kommunen unterstützt. Heute werden die Aufgaben vom DGB Rechtsschutz wahrgenommen.

## Ursprung

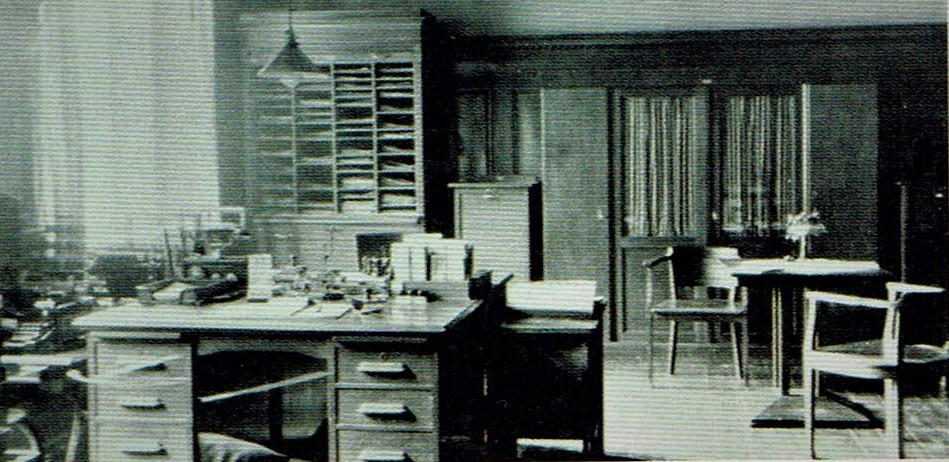
Gewerkschaftsbüro um 1920

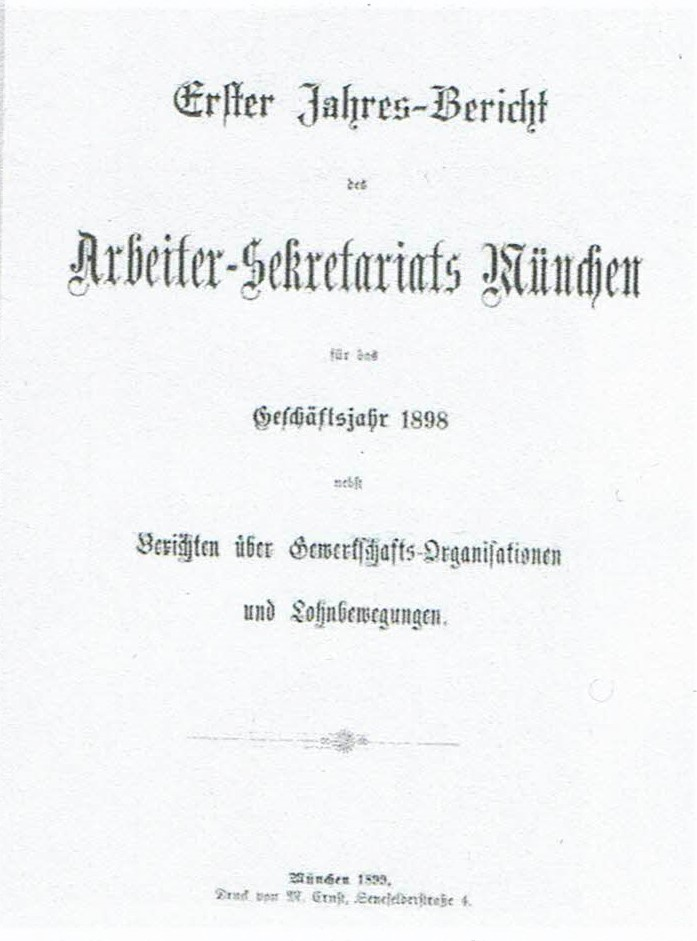
Titelseite des ersten Jahresberichts aus dem Arbeitersekretariat München 1899

Bei den Arbeitern wuchs insbesondere nach der Einführung der Sozialversicherung sowie infolge der Arbeitsgesetzgebung das Bedürfnis nach kompetenter Beratung in rechtlichen Fragen. Viele Arbeiter waren mit den Regelungen überfordert und suchten Hilfe, etwa um zu erfahren, welche Ansprüche sie bei öffentlichen Stellen geltend machen konnten. Die regulären Rechtsanwälte waren zu teuer und die Auskünfte von Winkeladvokaten nicht zuverlässig genug.
Auf dieses Bedürfnis reagierten die Gewerkschaften mit der Gründung von Arbeitersekretariaten und der Einstellung von meist hauptberuflichen Arbeitersekretären. Die erste Einrichtung dieser Art wurde 1894 in Nürnberg vom dortigen Gewerkschaftskartell gegründet. Die Mitgliedsgewerkschaften teilten sich dabei die Kosten für eine fest eingestellte Kraft.

## Form
Nach diesem Vorbild entstanden bis 1905 vierzig Einrichtungen, die zusammen jährlich etwa 100.000 Beratungen durchführten. Im Jahr 1914 gab es Arbeitersekretariate sowohl der freien, der christlichen Gewerkschaften als auch der Hirsch-Dunckerschen Gewerkvereine in etwa 150 größeren und mittleren Städten. Auch die evangelischen und katholischen Arbeitervereine gründete vergleichbare Einrichtungen. 
Im Rahmen der freien Gewerkschaften entstanden elf Bezirksarbeitersekretariate an den Sitzen der Oberversicherungsämter. Im Jahr 1903 folgte in Berlin, dem Sitz des Reichsversicherungsamtes, ein Zentralsekretariat. 
Im Zentrum standen Fragen zu den Sozialversicherungen und zum Arbeitsrecht. Die Arbeitersekretariate vertraten die Rechte ihrer Klienten vor Gericht. Darüber hinaus beobachteten sie die sozialpolitische Gesetzgebung und versuchten deren Ausführung zu beeinflussen und zu kontrollieren. Für Gewerkschaftsmitglieder war die Beratung kostenlos. In einigen Arbeitersekretariaten wurden nicht nur Gewerkschaftsmitglieder, sondern alle Ratsuchenden beraten. Der Arbeitersekretär Friedrich Ebert, der dies in Bremen durchsetzte, hoffte so neue Gewerkschaftsmitglieder zu gewinnen. 
Prozesse führten die Sekretariate nicht selber, sondern vergaben diese Aufgabe an Rechtsanwälte. 
Die Konzeption der Arbeitersekretariate gab es in dieser Form hauptsächlich in Deutschland, weil die deutsche Arbeiterbewegung sich nicht nur als Klassenkampf-, sondern auch als soziale Hilfsorganisation verstand.